# Ronde van de Slag om Warschau
De Ronde van de Slag om Warschau (Pools: Tour Bitwa Warszawska 1920) is een Poolse meerdaagse wielerwedstrijd die plaatsvindt in het Woiwodschap Mazovië. De wedstrijd is vernoemd naar de Slag om Warschau die werd gestreden in augustus 1920.

## Geschiedenis
De eerste editie van deze wedstrijd vond plaats in 2019, destijds nog als amateurwedstrijd. Deze editie werd gewonnen door Adrian Banaszek. In 2020 kreeg de wedstrijd een officiële UCI-status en werd onderdeel van de UCI Europe Tour. De eerste professionele editie in 2020 werd winnend afgesloten door de Nederlander Oscar Riesebeek. Tussen 2021 en 2023 vond de wedstrijd geen doorgang, Alan Banaszek won de eerstvolgende editie in 2024. De wedstrijd bestaat uit vier etappes, de ene keer met proloog en de andere keer is er een ploegentijdrit toegevoegd.

## Lijst van winnaars

### Overwinningen per land
| Overwinningen | Land             |
| ------------- | ---------------- |
| 1             | Nederland, Polen |

2005 · 
2006 · 
2007 · 
2008 · 
2009 · 
2010 · 
2011 · 
2012 · 
2013 · 
2014 · 
2015 · 
2016 · 
2017 ·
2018 ·
2019 ·
2020 ·
2021 ·
2022 ·
2023 ·
2024 ·
2025
Belangrijkste etappewedstrijden

Internationaal Wegcriterium · Driedaagse Brugge-De Panne · Ronde van de Alpen · Vierdaagse van Duinkerke · Ronde van Beieren · Ronde van Noorwegen · Ronde van België · Ronde van Luxemburg · Ronde van Oostenrijk · Ronde van Wallonië · Ronde van Burgos · Ronde van Denemarken · Arctic Race of Norway · Ronde van Groot-Brittannië
Belangrijkste eendaagse wedstrijden

Trofeo Laigueglia · GP Lugano · GP Nobili Rubinetterie · Dwars door Vlaanderen · Scheldeprijs · Brabantse Pijl · GP Kanton Aargau · Brussels Cycling Classic · GP Fourmies · Primus Classic Impanis-Van Petegem · Ronde van de Drie Valleien · Milaan-Turijn · Ronde van Piemonte · Ronde van het Münsterland · Ronde van Emilia · Parijs-Tours · GP Bruno Beghelli